# 雜誌廣場轉運中心
雜誌廣場轉運中心（英語：Journal Square Transportation Center）是美國新澤西州澤西市雜誌廣場肯尼迪林蔭路的多元轉換中心，由紐新港務局營運和擁有，包括10層樓塔、一個零售廣場、一個巴士總站、一個雙層泊車設施以及紐新港務局過哈德遜河捷運（PATH）鐵路系統雜誌廣場車站。地下車站設有高天花及夾層連接月台。車站上層包括一系列扶手電梯上升至地面、升降機到停車場，以及一系列扶手電梯上升至地面巴士站。

## 車站結構
| 地面 | 街道層                | PATH出入口、巴士總站                                                                 |
| 夾層 | 夾層                  | 出入口、自動售票機、單向閘機                                                         |
| 月台 | 西行                  | 紐瓦克－世界貿易中心線 往紐瓦克（哈里森）                                            |
| 月台 | 島式月台，左/右開門   |                                                                                      |
| 月台 | 西行                  | 雜誌廣場－33街線 只限落客 · 雜誌廣場－33街線 (經霍博肯) 只限落客                     |
| 月台 | 東行                  | 雜誌廣場－33街線 往33街（格羅夫街） · 雜誌廣場－33街線 (經霍博肯) 往33街（格羅夫街） |
| 月台 | 島式月台，左/右側開門 |                                                                                      |
| 月台 | 東行                  | 紐瓦克－世界貿易中心線 往世界貿易中心（格羅夫街）                                    |

## 外部連結
- PATH - Journal Square （页面存档备份，存于）
- NJT Bus Routes in Hudson County （页面存档备份，存于）
- Kennedy Boulevard entrance from Google Maps Street View
- Entrance plaza from Google Maps Street View
- Platforms from Google Maps Street View